# 関係節
関係節（かんけいせつ)・関係詞節（かんけいしせつ、英: relative clause）とは、名詞を修飾する節のうち、被修飾名詞が修飾節の中で項（主語・目的語など）や付加詞として働いているものであり、関係詞によって構成されている。関係節と被修飾名詞は全体として名詞句を構成し、被修飾名詞はその名詞句の主要部となる。

## 基本的な概念
たとえば、例(1)の節が表している出来事には、「僧侶・筆・絵」といった人や物が関わっている。僧侶は「描く人」、筆は「描く道具」、絵は「描かれる物」である。このうち、描く人や描かれる物のように、その出来事に不可欠なものを項、道具のように不可欠とは言えないものを付加詞という。
例(2)の下線部が関係節である。(2a–c)の下線部は、それぞれ「僧侶・筆・絵」を修飾しており、また、「僧侶・筆・絵」は下線部の節の項や付加詞となっている。
これに対して、「僧侶が筆で絵を描いたという証拠」の下線部は、「証拠」を修飾しているが、関係節ではない。「証拠」は下線部の項や付加詞ではないからである。
(1)のような通常の節から(2)のような関係節を作ることを、関係節化（かんけいせつか、relativization）という。たとえば、(1)の「僧侶」を関係節化すると、(2a)の「筆で絵を書いた（僧侶）」という関係節ができる。同様に、(2b)は(1)の「筆」を、(2c)は「絵」を関係節化したものである。
関係節化される要素（被修飾名詞）は、その関係節を含む名詞句の主要部となる。英語のように関係節が主要部に後置される言語では、関係節の主要部は先行詞（せんこうし、antecedent）とも呼ばれる。たとえば、 (3)では man が先行詞である。

## 関係節化の方法
関係節化にはいくつかの方法があり、被修飾名詞（主要部）に当たる表現が元の節の中でにあるかどうか、あるとすればそれがどのように表現されるか、という観点から分類される。
たとえば日本語では、被修飾名詞に当たる表現はなく、元の節の中の空所として残るだけである。このような空所型（gapping-type）の言語の例として、韓国語がある。
また、英語などヨーロッパの言語に多く見られるのは、関係代名詞を用いる方法（関係代名詞型）である。関係代名詞は、被修飾名詞が関係節の中で担う役割（主語、目的語など）を表すと同時に、関係節の最初に置かれて接続詞の働きをする。たとえば(5)のロシア語の例では、関係代名詞 kotoruju が対格であることから被修飾名詞の devuška「少女」が関係節の中では目的語になることが分かる。
以上のように被修飾名詞が節の外部に現れるタイプの関係節は主要部外在型関係節（externally headed relative clause）と呼ばれる一方、節がその内部に被修飾名詞を含んでいるものは主要部内在型関係節（internally headed relative clause）と言われる。
被修飾名詞に当たる代名詞を関係節の中で用いる方法もある。このような方法は代名詞残留型（pronoun-retention type）と呼ばれ、たとえば、ペルシア語などに見られる。ペルシャ語では、主語と目的語以外の要素を関係節化する場合、代名詞残留型関係節となる。たとえば(6)の例では、被修飾名詞の zanirā「女性」に当たる代名詞 u「彼女」が関係節の中にあり、彼女がジャガイモを与えられた人であることを表している。